# Maloe Dolinnoe
Maloe Dolinnoe är en sjö i Antarktis. Den ligger i Östantarktis. Australien gör anspråk på området. Maloe Dolinnoe ligger 202 meter över havet. Arean är 0,11 kvadratkilometer. Den sträcker sig 0,6 kilometer i nord-sydlig riktning, och 1,0 kilometer i öst-västlig riktning.